# Castillo de Almalaff
El castillo de Almalaff fue una fortificación situada en el término municipal de Hortezuela de Océn, en la provincia de Guadalajara (España). Permitía la vigilancia del camino que se abría por el valle del río Lamadre. Se levantó sobre el antiguo poblado de Santa María de Almalaff, de origen celtibérico.
Era una construcción de época musulmana que consistía en una torre vigía levantada con piedra sillarejo rodeada, probablemente, por un pequeño muro que hacía las funciones de barbacana. Queda tan solo el paredón de la torre donde se encontraba la puerta de arco y una pequeña ventana y algunas piedras caídas alrededor.